# Elmwood (Wisconsin)
Elmwood es una villa ubicada en el condado de Pierce en el estado estadounidense de Wisconsin. En el Censo de 2010 tenía una población de 817 habitantes y una densidad poblacional de 206,17 personas por km².

## Geografía
Elmwood se encuentra ubicada en las coordenadas 44°46′48″N 92°8′56″O / 44.78000, -92.14889. Según la Oficina del Censo de los Estados Unidos, Elmwood tiene una superficie total de 3.96 km², de la cual 3.91 km² corresponden a tierra firme y (1.37%) 0.05 km² es agua.

## Demografía
Según el censo de 2010, había 817 personas residiendo en Elmwood. La densidad de población era de 206,17 hab./km². De los 817 habitantes, Elmwood estaba compuesto por el 98.04% blancos, el 0.12% eran afroamericanos, el 0.49% eran amerindios, el 0.12% eran asiáticos, el 0% eran isleños del Pacífico, el 0.73% eran de otras razas y el 0.49% pertenecían a dos o más razas. Del total de la población el 3.06% eran hispanos o latinos de cualquier raza.